# Alice Mills
Alice Mary Mills (Brisbane, 23 maggio 1986) è una nuotatrice australiana.
Specializzata nello stile libero, nella farfalla e nel misto, ha rappresentato l'Australia alle olimpiadi di Atene 2004, vincendo l'oro nelle staffette 4x100 m stile libero e 4x100 m misti.
Allenata da Shannon Rollason al Chandler Sports Complex insieme all'amica Jodie Henry, la Mills fece il suo debutto in campo internazionale a 16 anni ai Giochi del Commonwealth del 2002 che si svolsero a Manchester, dove vinse un oro nella staffetta 4x100 m stile libero e raggiunse la finale dei 50 m farfalla e 200 m misti.
Il 2003 vide un grande miglioramento nelle performance della Mills, con due medaglie d'argento ai Campionati mondiali di nuoto di Barcellona nei 200 m misti e nei 50 m farfalla, dove batté rispettivamente il record del commonwealth e quello australiano. Inoltre vinse anche un argento nella 4x200 m sl e un bronzo nella 4x100 m sl.
Nel 2004 i trial la esclusero dai 50 m e 100 m sl delle Olimpiadi, ma insieme a Lisbeth Lenton, Petria Thomas e Jodie Henry vinse la medaglia d'oro nella 4x100 m sl fissando il nuovo record mondiale a 3:35:94s. Distratta dal trionfo in staffetta, arrivò attardata nella finale dei 200 m misti, ma riuscì comunque a vincere un secondo oro nella 4x100 m mista.
Nel 2005 vinse i 50 m e 100 m ai campionati australiani, stabilendo in entrambe le gare il proprio primato. Inoltre si classificò rispettivamente seconda e terza nei 50 e 100 m farfalla, stabilendo ancora i primati personali. Comunque ai al mondiale di Melbourne ebbe un calo di forma e nuotò molto più lentamente rispetto ai trials, non riuscendo a vincere una medaglia, vinse ugualmente un oro partecipando alla 4x100 sl.
L'anno successivo si qualificò per i XVII Giochi del Commonwealth, dove vinse il bronzo nei 50 e nei 100 m stile libero e nei 50 m farfalla. Un oro arriva nuovamente con la staffetta 4x100 m sl, insieme a Jodie Henry, Lisbeth Lenton e Shayne Reese.
Nell'ultima parte dello stesso anno ha fallito la qualificazione per i Campionati mondiali di nuoto 2007.

## Palmarès
- Olimpiadi

Atene 2004: oro nella 4x100m sl e nella 4x100m misti.
Pechino 2008: bronzo nella 4x100m sl.
- Mondiali

Barcellona 2003: argento nei 200m misti, nei 50m sl e nella 4x200m sl e bronzo nella 4x100m sl.
Montreal 2005: oro nella 4x100m sl.
- Mondiali in vasca corta

Manchester 2008: argento nella 4x100m sl e nella 4x100m misti.
- Giochi PanPacifici

Yokohama 2002: oro nella 4x100m sl e argento nella 4x200m sl.
- Giochi del Commonwealth

Manchester 2002: oro nella 4x100m sl.
Melbourne 2006: oro nella 4x100m sl, bronzo nei 50m sl, nei 100m sl e nei 50m farfalla.
- Universiadi

Bangkok 2007: bronzo nei 100m sl, nei 50m rana e nei 200m misti.
Shenzen 2011: oro nella 4x100m sl e bronzo nei 50m farfalla e nei 100m farfalla.